# Səfurə Əlizadə
Safura Alizadeh (Azerbeidzjaans: Səfurə Əlizadə, Bakoe, 20 september 1992) is een Azerbeidzjaans zangeres.
In 2010 verkreeg ze in heel Europa bekendheid, toen ze voor Azerbeidzjan deelnam aan het Eurovisiesongfestival 2010 in Oslo, Noorwegen. Ze trad aan met het nummer Drip drop en eindigde in de halve finale op de tweede plaats. In de finale werd Safura vervolgens vijfde, met 145 punten. In 2011 en 2012 las ze de Azerbeidzjaanse jurypunten voor.
Safura is getrouwd en heeft drie kinderen.

## Discografie
Album
- 2010: It’s My War

Singles
- 2010: Drip Drop
- 2010: March On
- 2011: Paradise
- 2011: Alive
- 2016: Baku

2008: Elnur & Samir · 
2009: AySel & Arash · 
2010: Səfurə Əlizadə · 
2011: Ell & Nikki · 
2012: Səbinə Babayeva · 
2013: Fərid Məmmədov · 
2014: Dilarə Kazımova · 
2015: Elnur Hüseynov · 
2016: Səmra Rəhimli · 
2017: Dihaj · 
2018: Aysel Məmmədova · 
2019: Chingiz · 
2021: Efendi · 
2022: Nadir Rüstəmli · 
2023: TuralTuranX · 
2024: Fahree feat. İlkin Dövlətov · 
2025: Mamagama
- Bibliothèque nationale de France: cb162284014 (data)
- International Standard Name Identifier: 0000 0001 0123 0375
- Library of Congress Control Number: no2018070281
- MusicBrainz: a94927a7-014f-49e7-b2e8-91a024a6443a
- Virtual International Authority File: 150669286